# Dillhoffia
Dillhoffia cachensis
Genre
Espèce
Dillhoffia est un genre éteint dont la position au sein des plantes à fleurs est mal définie.
Une seule espèce, Dillhoffia cachensis, est connue à ce jour. Elle a été découverte dans des sédiments lacustres datés de l'Éocène inférieur, dans la région de la vallée de l'Okanagan située dans le sud de la Colombie-Britannique au Canada. 

## Étymologie
Le nom de genre est nommé en hommage aux frères Richard et Thomas Dillhoff.

## Description
Dillhoffia cachensis n’est connue que par ses infrutescences. Ses fruits sont allongés et de forme ellipsoïdale, mesurant 1,8 à 2,9 centimètres de diamètre. On ne connaît néanmoins aucun détail sur l’aspect des étamines, du pollen et de la morphologie interne de cette plante.

## Datation précise
En 2010, une datation radiométrique a affiné l'âge de ces plantes fossiles en se basant sur la méthode argon-argon (40Ar/39Ar). L'âge obtenu est de 52,9 Ma (millions d'années) avec une incertitude de 0,83 Ma, ce qui date ces fossiles de l'Yprésien dans l'Éocène inférieur.